# フロム中武
フロム中武（ふろむちゅうぶ）は、東京都立川市にある商業ビル。地上7階地下1階建て。JR立川駅北口より徒歩2分。

## 特徴
1962年5月に「中武デパート」としてオープン。
1984年6月、全面リニューアルに伴い「フロム中武」に名称を変更した。
レディースファッションから輸入雑貨、占いコーナー、ホビーショップなど、多種多様でマニアックな約60の テナントを抱えた。また歯科医院や理容室、ゲームコーナーや特設会場など、複合商業施設の性格も持ち合わせた。
耐震工事を実施するため、2015年4月30日で全館閉店。約1年後の2016年5月26日に店舗を入れ替え、リニューアルオープンした。再開後の店舗数は30弱で、1階に飲食店を多く配置している。3階にはイベント用スペースがあり、古本即売会などが開かれる。

### 歴代キャッチコピー
不定期に変更されるデパート正面にある看板のキャッチコピーが名物になっている。一部は掛詞になっている。

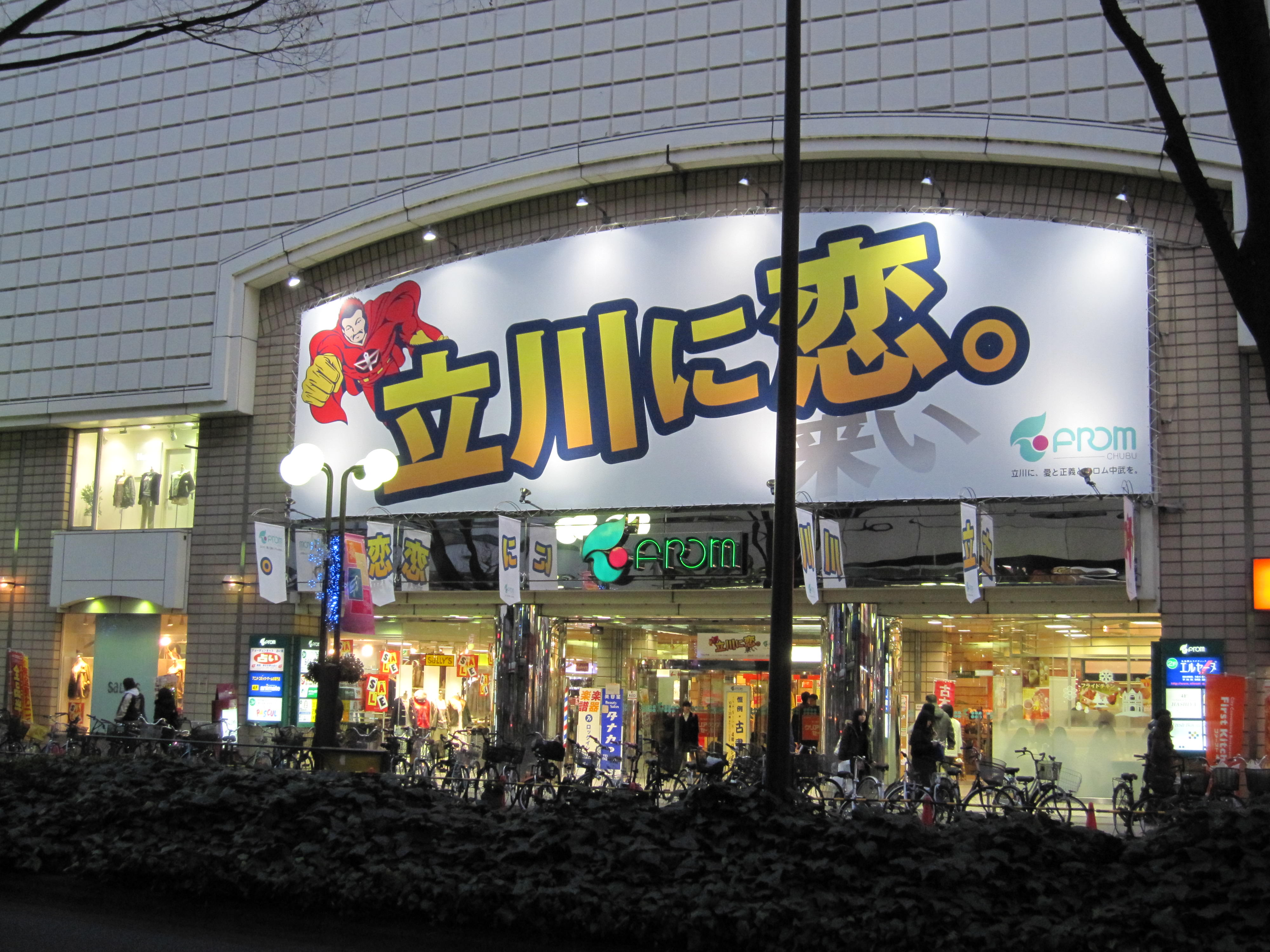
店頭のキャッチコピー

- 正義？！　立川の味方！
- 立川は、大丈夫。
- 立川は、力持ち！？
- 立川は喝！
- 立川ばっかり。
- 立川は、やる気まんまん！
- 立川づけ。
- 立川？俺にまかせろ！！
- 立川には、僕がいる。
- 立川に恋。
- DAKARA立川時代
- 今こそ立川のくそぢから
- 立川HOLIC!
- 50周年につき、素通り厳禁！
- 本気（マジ）で立川
- 立川は、これからも大丈夫。
- 心機一転
- 立川に行こう!(憩う)

## 主要テナント
- ファーストキッチン・ウェンディーズ
- 富士そば
- いきなり!ステーキ
- 楽天モバイル
- 築地銀だこ
- ＳＨＯＥ・ＰＬＡＺＡ
- ザ・ダイソー
- サカゼン
- 好日山荘
- ホビーステーション
- パシオス

### 過去
- マルエツ立川駅北口店（2018年2月25日閉店、地下1階に入居していた）
- ニトリデコホーム（2018年2月12日閉店、3階に入居していた）

## エピソード
2010年から2011年にかけて、屋上でももいろクローバーZ（「ももいろクローバー」時代を含む）がライブを行っている。ここでの活動が、後の国立競技場ライブ実現につながる原点となった。
メンバーがDVDで見た嵐の国立競技場ライブに感銘を受けたことで、より多くの人前で歌を届けることに憧れを抱き、フロム中武の屋上でライブを開催する際には国立競技場をイメージした舞台を設営していた。このフロム中武での屋上ライブは何度か行われ、所在地の「立川」と「国立競技場」をかけてメンバーが国立川（こくりつかわ）と愛称を付け、ファンの間でもその名称で親しまれていた。
2014年に女性グループでは初となる国立競技場ライブが実現すると、そのオープニングにはフロム中武でメンバーを撮影した動画も使用された。また、ライブ中の花道の移動では5人が巨大なリアカーに乗って動く演出がなされたが、これは、かつての「国立川」で大規模ライブでのトロッコに見立てたリアカーを用いて、メンバーが運ばれた演出を懐古させるものであった。
また、国立競技場ライブの前後には普段は閉鎖しているフロム中武屋上を期間限定で一般公開。訪れたファンに屋上壁面に描かれたメンバーによるサインを公開し、またその周囲へメッセージを寄せ書きしてもらう企画を行った。